# Alicia en el país de las maravillas (película de 1915)
Alicia en el país de las maravillas (Alice in Wonderland) es una película muda estadounidense, estrenada el 19 de enero de 1915. Es una adaptación de la obra literaria infantil Las aventuras de Alicia en el país de las maravillas de Lewis Carroll.
Fue escrita y dirigida por W.W. Young. El personaje de Alicia fue interpretado por Viola Savoy y Herbert Rice dio vida al Conejo Blanco.